# Magnus Henrique Lopes
Magnus Henrique Lopes, O.F.M. Cap. (Assu, 31 de julho de 1965) é um prelado brasileiro da Igreja Católica, bispo do Crato.

## Biografia
Ingressou na Ordem dos Frades Menores Capuchinhos e emitiu os votos religiosos em 6 de janeiro de 1989, no Convento Santo Antônio, em Natal (RN). Completou seus estudos em filosofia na Faculdade de Filosofia do Recife e em teologia no Instituto Franciscano de Teologia de Olinda. Obteve uma licenciatura em psicologia no Centro de Estudos Superiores de Maceió e a Licenciatura em Teologia Moral da Academia Alfonsiana de Roma.
Foi ordenado padre em 21 de dezembro de 1996, na sua cidade natal, pelo bispo auxiliar de Natal, Antônio Soares Costa. Foi promotor vocacional na Província Capuchinha de Nossa Senhora da Penha do Nordeste do Brasil (1991-1995); mestre dos Postulantes em Maceió (1997-1999); ecônomo em várias fraternidades provinciais capuchinhas (1989-1998); vigário paroquial e vigário conventual da Fraternidade dos Capuchinhos de Maceió (1996-2001); definidor (1996-2001) e Ministro provincial (2001-2007); vice-presidente da Conferência Brasileira dos Capuchinhos (2001-2007) e vigário conventual e tesoureiro do Convento de Santo Antônio em Natal.
Foi nomeado pelo Papa Bento XVI como bispo de Salgueiro em 16 de junho de 2010 e foi consagrado em 17 de setembro, na Catedral Metropolitana de Natal, por Luís Gonzaga Silva Pepeu, O.F.M. Cap., arcebispo de Vitória da Conquista, assistido por Severino Batista de França, O.F.M. Cap., bispo de Nazaré e por Paulo Cardoso da Silva, O. Carm., bispo de Petrolina.
A posse na diocese foi no dia 12 de outubro, na mesma Celebração Eucarística em que a diocese foi instalada, sob a presidência do então núncio apostólico no Brasil, Dom Lorenzo Baldisseri.
Foi transferido pelo Papa Francisco para a Diocese do Crato em 12 de janeiro de 2022. Fez sua entrada solene em 19 de fevereiro. No dia 20 de agosto, durante missa realizada em Juazeiro do Norte, anunciou que recebeu carta do Dicastério para as Causas dos Santos, informando sobre a autorização do Papa Francisco para a abertura do processo de beatificação do Padre Cícero.
Em 27 de abril de 2023, durante a 60° Assembleia Geral da CNBB, em reunião dos bispos do Ceará, foi eleito Presidente do Regional Nordeste 1 da CNBB (Ceará) para o quadriênio de 2023-2027.